# Поляріс
Поляріс (англ. Polaris) — назва раннього оповідання Говарда Лавкрафта, написаного навесні або влітку 1918 року і надрукованого в аматорському журналі Philosopher у грудні 1920 року.
Цей твір належить до групи фентезійних оповідань і описує, як безіменного оповідача від першої особи переслідує світло Полярної зірки, він мандрує уві сні до міфічної країни і врешті-решт стикається з тим, що його реальний світ також здається сном, від якого він не може прокинутись.

## Сюжет
Крізь північне вікно оповідач бачить Полярну зірку, яка здається нерухомою своїм «сяйвом», тоді як сузір'я північного неба, такі як Велика Ведмедиця та Кассіопея, здаються рухомими. На світанку він бачить Арктур, що мерехтить над цвинтарем, а далеко на сході примарно мерехтить волосся Вероніки, в той час, як нерухома Полярна зірка дивиться на нього, «немов блукаюче око, що не спить», ніби хоче передати послання. Коли після спалаху північного сяйва небо нарешті затягнулося хмарами, він засинає, і йому сниться, що він блукає країною Ломар і мармуровим містом Олато з його блідими стінами, вежами, колонами і куполами. Незабаром він впізнає шляхетно вбраних чоловіків, мову яких розуміє, хоча ніколи раніше не розмовляв нею.
Прокинувшись, він не може викинути сон з голови і незабаром хоче вийти з безтілесного стану, щоб мати змогу звернутися до «поважних бородатих чоловіків» і висловити свою думку. Нарешті він відчуває зміну, фізично опиняється серед людей і знову не відчуває себе чужим.
Його друг Алос, командувач військами, говорить про загрозу для Ломару з боку наступаючих інуто, «присадкуватих пекельних жовтих дияволів», які спустошують імперію та беруть в облогу міста. Безжальних воїнів не стримують поняття честі, які гальмують ломарський народ. Щоб мати змогу відправити людей Олатое в бій, Алос нагадує їм про традиції і згадує предків, які хоробро протистояли «довгоруким людожерам». Він не хоче, щоб старезний оповідач, схильний до непритомності, був на фронті, але доручає йому важливу роль — охороняти столицю з вежі, адже, попри довгі години, проведені над «Пнакотичними рукописами», він має найгостріші очі в місті".
Тож він підіймається на сторожову вежу, щоб звідти подати сигнал про пожежу і попередити солдатів про наближення інуто. Не спавши кілька днів, він відчуває свинцеву втому і відчайдушно бореться зі сном. Крізь щілину в даху мерехтить Полярна зірка і коситься на нього, «як злий ворог і спокусник». З гіпнотичною монотонністю він шепоче вірші, щоб заколисати його: «Дрімай, наглядачу, нехай сфери / Кружляють і повернуть мене / Через добрих двадцять тисяч років / Туди, де я зараз був». Так він занурюється в сон, а коли, здавалося б, прокидається, розуміє, що все ще спить і бачить крізь вікно «жахливі дерева, що гойдаються на болоті снів». Він благає істот зі сну розбудити його до того, як інуто захоплять місто, але його не чують. Ломар існує лише в його уяві, що цей регіон віками вкритий льодом і населений лише «жовтими істотами», «ескімосами». Його мучить почуття провини за те, що він зрадив Олато, і він відчуває, що Полярна зірка знову моргає йому.

## Навіювання
Критик Вільям Фулвілер пише, що «Поляріс» — одне з найбільш автобіографічних оповідань Лавкрафта, що відображає його почуття провини, розчарування і непотрібності під час Першої світової війни. Як і оповідачеві, Лавкрафту було «відмовлено в ролі воїна», бо він «був слабким і піддавався раптовим зомлінням, коли піддавався стресу і труднощам».
Як і багато оповідань Лавкрафта, «Поляріс» була частково натхненна сном, який він описав у листі: «Кілька ночей тому я бачив дивний сон про дивне місто — місто з безліччю палаців і позолочених куполів, що лежить в улоговині між грядами сірих, жахливих пагорбів….. Як я вже казав, я знав це місто візуально. Я був у ньому і навколо нього. Але, безумовно, я не мав тілесного існування».
Лавкрафт зауважив особливу схожість стилю оповідання зі стилем лорда Дансані, твори якого він не читав ще рік. Він пише: "Поляріс вельми цікавий тим, що я написав його в 1918 — до того, як прочитав хоч слово з лорда Дансені.
Енциклопедія Г. Ф. Лавкрафта припускає, що Лавкрафт і Дансані перебували під впливом віршів у прозі Едгара Аллана По.

## Географія
- Ломар (англ. Lomar) — королівство в Країні снів з великими рівнинами, горами і плато. Кордони королівства спустошували Інути, що брали в облогу багато міст.
- Олатое (англ. Olathoë) — місто-цитадель, розташоване на плато Саркіа (англ. Plateau of Sarkis) між горами Нотон (англ. Noton) і Кадіфонек (англ. Kadiphonek). З примарного мармуру були його стіни і вежі, його колони, куполи і мостові. На мармурових вулицях височіли мармурові стовпи, на верху яких були виліплені обличчя бородатих суворих мужів. Інути намагалися захопити гарнізон цитаделі зненацька, пробравшись вузьким проходом позаду піку Нотон, тоді як головний герой стояв на варті у вежі Тапнен (англ. Thapnen).
- Дайкос (англ. Daikos) — місто, що розташоване на віддалі від Олатое; впало під натиском загарбників Інутів.
- Зобна (англ. Zobna) — місто на півночі королівства Ломар, у якому раніше жили люди з Олатое. Відступаючи перед крижаним покривом, що насувався, вони відкинули волохатих довгоруких канібалів Гнопх-Кехів, які перегородили їм шлях. Так само їхні нащадки коли-небудь будуть змушені тікати з землі Ломара на південь перед льодами, що наступають.
- Долина Баноф (англ. Valley of Banof) — далека западина на плато, над якою нависла серпанок випарів. Можливо, це місце Лавкрафт пізніше описуватиме як Країну кошмарів або чистилище.

## Аналіз та критика
На думку Сунанд Т. Джоші, у «Поляріс» Лавкрафт змальовує не фантазію сну, а психологічну одержимість предком, як у своєму оповіданні «Склеп», написаному в 1917 році. За допомогою вірша, вплетеного в оповідання, він натякає на Великий рік або Світовий рік, який був відомий ще в античності і розглядався Платоном у діалозі «Тімей», навіть якщо там йшлося про світовий цикл, після якого планети знову зустрічаються у вихідній точці. Таким чином, Лавкрафт натякає на часовий проміжок близько 26 000 років, з яким оповідач від першої особи подорожує в минуле, щоб возз'єднатися зі своїм предком.
З цієї причини Ломар — не омріяний регіон, а доісторична територія, яка обов'язково повинна знаходитися в Арктиці, як видно з численних алюзій. Таким чином, згадані в оповіданні ескімоси, які живуть під Полярною зіркою, є нащадками інуїтів, тим більше, що цією назвою він хотів натякнути на самоназву інуїтів. Диференціація важлива, оскільки деякі твори Лавкрафта інтерпретуються як «оповідання сновидінь», хоча лише два з них відповідають цій класифікації: "Сновидні пошуки незвіданого Кадата" та «Селефаїс».
Паралелі між оповіданням і твором лорда Дансані, який Лавкрафт відкрив для себе лише через рік, вражають. Він сам звернув увагу на подібність у 1927 році, написавши, що його оповідання цікаве насамперед тим, що він написав його «у 1918 році, ще до того, як я прочитав жодного рядка лорда Дансані». Хоча, за його словами, були люди, які не могли в це повірити, він міг не тільки «повірити йому на слово, але й довести це беззаперечно. Це просто випадок схожого погляду на невідоме і схожого запасу міфічних та історичних мотивів». Це, за його словами, є причиною схожої атмосфери і трактування теми сновидінь, а також «штучної термінології».
Можуть бути й інші причини подібності. Обидва письменники зазнали впливу Едгара Аллана По, хоча у випадку Лавкрафта це може бути більш очевидним. Дунсані зізнався у своїй автобіографії, що потрапив під чари По в юному віці. У шкільній бібліотеці він відкрив і прочитав його оповідання, "і примарна безлюдність і моторошний морок туманних земель Вейра залишалися протягом багатьох років чимось, що здавалося мені більш моторошним, ніж будь-що інше у світі…. " Якщо на Лавкрафта вплинули насамперед такі оповідання жахів, як «Чорний кіт», «Падіння дому Ашерів» та «Лігейя», то на Дунсані більше вплинули вірші в прозі та інші тексти, а також імпульси з Біблії короля Якова, які сформували барвисту мову його ранніх творів. Для Марко Френшковського «Поляріс» демонструє, що модель Дунсані лише підштовхнула його в тому напрямку, який вже був йому притаманний.
В есе Надприродний жах у літературі Лавкрафт присвятив окремий розділ своїй моделі та описав її витіювату прозу, яка з її «архаїчним і східним стилем», «повторами, заснованими на біблійних моделях і повторюваними лейтмотивами», мала сильний вплив на пізніших письменників, таких як «Оскар Уайльд і лорд Дунсані». Проза Лавкрафта, написана в стилі біблійного роману, була «дуже особливою» роботою.
Хоча деякі критики вказували на сюжетну невідповідність призначення вартовим того, хто схильний до непритомності, Джоші каже, що це не має особливого значення. Лавкрафт пронизливо описав, з виразним ритмом і заниженим пафосом, як хтось, здається, плутає сон і реальність.